# Bianca (Leighton, 1881)
Bianca és una pintura a l'oli sobre tela pintada el 1881 per l'artista prerafaelita Frederic Leighton, comptant amb Dorothy Dene com a model. És la segona obra que va fer l'autor amb el mateix nom. La seva altra Bianca, la model també posava a tres quarts, però mirant cap a l'esquerra. L'obra pertany al Leighton House Museum des de 1945.
El títol Bianca no permet dissipar l'ambigüitat que envolta la identitat o personalitat del personatge. Mira innocentment en la direcció de l'espectador però els seus ulls no desvetllen la seva emoció, potser només una expressió d'acceptació com a objecte mut de la nostra observació. És possible que Leighton triés el títol en al·lusió a Bianca, la germana de Kate en La feréstega domada de Shakespeare. L'artista treballa la matèria per tal de projectar la seva interpretació particular de la bellesa femenina en un sentit més abstracte. En aquesta representació d'una noia amb cabell curt arrissat i ros, l'èmfasi se situa en els elements estètics de la seva figura: la delicada blancor de porcellana de la seva pell sense taques, el profund rubor de la seva petita boca, els intricats rínxols del seu cabell ros i els plecs exuberants del seu vestit de mussolina blanca, marcada per una cinta negra. Aconsegueix un efecte suavitzant del color com si hagués estat pintada a través d'un vel de gasa, que difon la llum i la transforma. El brodat de la tela d'or darrere seu s'indica amb una malla de pinzellades molt visibles.